# Heinrich Esser

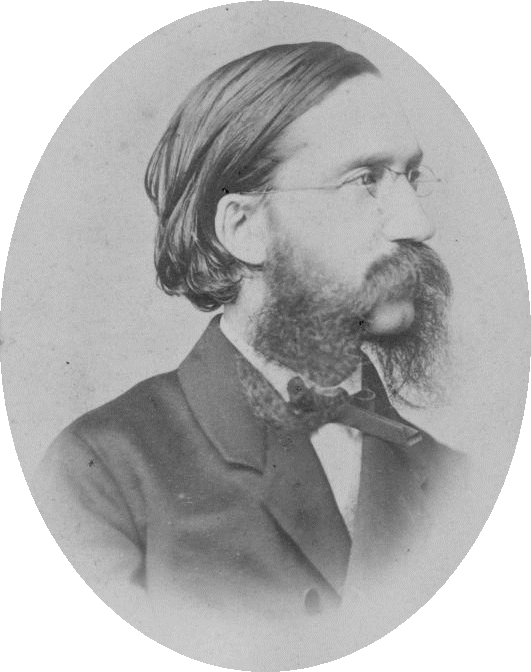
Heinrich Esser

Heinrich Joseph Esser, född 15 juli 1818 i Mannheim, död 3 juni 1872 i Salzburg, var en tysk tonsättare. 
Esser var kapellmästare vid Kärntnerthorteatern i Wien 1847–57 och vid hovoperan där 1857–69. Bland hans kompositioner blev i synnerhet hans en- och flerstämmiga sånger omtyckta.